# Snowplume Peak
Der Snowplume Peak (englisch für Schneefahnenspitze) ist ein kleiner Berg im westantarktischen Ellsworthland. In den Jones Mountains ragt er 1,2 km westsüdwestlich des Rightangle Peak und 3 km westsüdwestlich des Pillsbury Tower auf.
Eine Mannschaft der University of Minnesota, die von 1960 bis 1961 in den Jones Mountains tätig war, benannte ihn. Namensgebend ist eine schneebeladene Windfahne, die am Gipfel des Bergs bei entsprechenden Windbedingungen auftritt.